# منذر الشاوي
منذر إبراهيم أحمد الشاوي العبيدي، ولد ببغداد عام 1928، هو أستاذ في القانون الدستوري وفلسفة القانون ووزير سابق شغل منصبي وزير العدل ووزير التعليم العالي والبحث العلمي في العراق.
كان منذر الشاوي مقيما في عمان، الأردن. حتى وفاته في 24 شباط 2021.

## تعليمه
تخرج من كلية الحقوق في بغداد عام 1951 حاصلا على شهادة البكالوريوس في القانون، ثم درس في جامعة تولوز في فرنسا وأكمل دبلوم القانون - العلوم السياسة عام 1954 ثم الدكتوراه في العلوم السياسية من الجامعة نفسها عام 1956. كذلك حصل على دبلوم الدراسات العليا في القانون العام عام 1957 ثم دبلوم الدراسات العليا في القانون الخاص عام 1958. ثم حصل على دكتوراه دولة في القانون بدرجة شرف عام 1961، وكان الفائز الأول بجائزة الأطروحات لكلية القانون بجامعة تولوز في ذلك العام.

## العمل الأكاديمي
عمل مدرسا وأستاذا مساعدا في القانون الدستوري وفلسفة القانون بجامعة بغداد للفترة من عام 1961 إلى 1973، كذلك عمل محاضرا في القانون الدستوري بكلية الشرطة للفترة من 1964 إلى 1966. كما عمل أستاذ فلسفة القانون في المعهد القضائي للفترة من 1977 إلى 1988، ثم أستاذ القانون الدستوري والفلسفة في قسم الدراسات العليا بجامعة صدام للفترة من 1992 إلى 2002. حائز على مرتبة الأستاذية من جامعة بغداد عام 1973.
شغل منصب رئيس قسم القانون في كلية القانون والسياسة بجامعة بغداد للفترة 1970 إلى 1973. كما عمل عضوا في المجمع العلمي العراقي منذ 1979.

## المناصب
شغل منصب وزير العدل مرتين، الأولى من 1974 إلى 1988، حيث خلفه أكرم الدوري، والثانية من 25 حزيران 2000 خلفا لشبيب لازم المالكي حتى احتلال العراق عام 2003.
كما شغل منصب ووزير التعليم العالي والبحث العلمي للفترة 1988 إلى 1991.

## مؤلفاته
من مؤلفاته:
- إسهام في دراسة السلطة المؤسسة، أطروحة دكتوراه دولة 1961 (بالفرنسية)
- فـي الدستور، بغداد 1964
- فـي الدولـة، بغداد 1965
- القانون الدستوري والمؤسسات الدستورية العراقية، بغداد 1966
- القانون الدستوري (الطبعة الأولى، بغداد 1967 ـ 1970، الطبعة الثانية، منشورات مركز البحوث القانونية، بغداد 1981)
  - الجزء الأول: نظرية الدولة
  - الجزء الثاني: نظرية الدستور
- القضاء العادل، فـي «حديث إلى القضاء»، بغداد 1979
- كتابات جامية، منشورات دار الحكمة، بغداد 1990
- مذاهب القانون، ط3، منشورات دار الحكمة، بغداد 1991
- فلسفة القانون، مطبوعات المجمع العلمي العراقي، بغداد الطبعة الأولى 1994، الطبعة العاشرة 2011[5][6]
- المدخل لدراسة القانون الوضعي، دائرة الشؤون الثقافية العامة، بغداد 1996
- الدولة الديمقراطية في الفلسفة السياسية والقانونية - الفكرة الديمقراطية[7]
- النظرية العامة في القانون الدستوري[8]
- تأملات في الثقافة والقانون[9]
- فلسفة الدولة، الطبعة الثانية 2013[10][11]
- مدخل في فلسفة القانون[12]
- معنى حياتي، وهي الجزء الأول من مذكراته[13][14]
- فلسفة الحياة السياسية، الطبعة الأولى 2015[15]
- تأملات في فلسفة حكم البشر، دار الذاكرة للنشر والتوزيع، الطبعة الأولى 2011[16]
- الإنسان والقانون[17][18]
- فلسفة بناء الإنسان.[19]
- الاقتراع السياسي

## وفاته
توفي منذر الشاوي يوم 24 فبراير 2021 في المملكة الأردنية الهاشمية.